# Euonthophagus loeffleri
Euonthophagus loeffleri är en skalbaggsart som beskrevs av Rudolph Petrovitz 1965. Euonthophagus loeffleri ingår i släktet Euonthophagus och familjen bladhorningar. Inga underarter finns listade i Catalogue of Life.